# 林村新村
新村（英語：San Tsuen）或林村新村（英語：Lam Tsuen San Tsuen）是一條位於香港大埔區林村的鄉村。

## 行政區劃
林村新村為大埔鄉事委員會的鄉郊代表之一。在選區劃分上，該村被劃為大埔南選區（2024年前則為林村谷選區），現任區議員為黃碧嬌、罗晓枫。

## 外部連結
- 居民代表選舉新村（林村）（大埔）的劃定現有鄉村範圍（2019－2022年） （页面存档备份，存于）

22°27′00″N 114°08′18″E / 22.449937°N 114.138314°E